# Ballophilus lawrencei
Ballophilus lawrencei är en mångfotingart som beskrevs av Verhoeff K.W. 1939. Ballophilus lawrencei ingår i släktet Ballophilus och familjen Ballophilidae. Inga underarter finns listade i Catalogue of Life.